# Annales Alamannici
Annales Alamannici (slovensko Alemanski letopisi) ali Sangalenski letopisi  so zagotovo eni od najzgodnejših razpoložljivih zapisov o srednjeveški Evropi.
Osrednje besedilo Annales Alamannici zajema leta od 709 do 799. Razpršeni po več švabskih samostanih so se letopisi  nadaljevali neodvisno na več mestih. V  opatiji Reichenau je njihovo pisanje do leta 939 nadaljeval Hermannus Contractus. V opatiji Saint Gallup so se pisali do leta 926. Sangalenska različica se je nadaljevala od leta 927 do 1059 kot Annales Sangallenses maiores (Veliki sangalenski letopisi). Letopisi v kratki prozi opisujejo omejeno število dogodkov. Njihova znanstvena vrednost je v njihovem srednjeveškem opisnem slogu.

## Kontekst
Odlikuje jih zelo kratek, bežen slog in omejena pripoved. Sodobnemu znanstveniku se lahko zdijo nepopolni in zaradi tega omejene vrednosti. Zgodovinarji so v zadnjih letih spoznali, da slog kronik prikazuje tedanji pogled na svet, ki je izrazito srednjeveški: stvari se dogajajo ljudem in ljudje niso tisti, ki te stvari prav za prav počnejo. Letopisi zato omogočajo  vpogled v srednjeveški um in v to, kaj so ljudje v temnem srednjem veku imeli za pomembno.

## Vir
- Annales Alamannici. ur. W. Lendi. Untersuchungen zurfruhalemannischen Annalistik. Die Murbacher Annalen. Freiburg, 1971.